# Cunninghamella polymorpha
Cunninghamella polymorpha är en svampart som beskrevs av Pišpek 1929. Cunninghamella polymorpha ingår i släktet Cunninghamella och familjen Cunninghamellaceae.   Inga underarter finns listade i Catalogue of Life.